# William Poel
William Poel, właśc. William Pole (ur. 22 lipca 1852 w Londynie, zm. 13 grudnia 1934 tamże) – angielski reżyser i aktor.

## Życiorys
Wychowywał się wśród artystów prerafaelickich, jako chłopiec pozował malarzowi Williamowi Huntowi. Wcześnie zdecydował się zostać aktorem. Pracował jako aktor, inspicjent i menadżer teatralny. Początkowo wystawiał własne adaptacje utworów prozatorskich, m.in. Don Kichota Cervantesa (1880), później został inscenizatorem dramatów Szekspira; w 1881 wystawił Hamleta. Inscenizował też dramaty Christophera Marlowe'a i Bena Jonsona. W 1894 założył istniejące do 1905 Elizabethan Stage Society, które postawiło sobie za zadanie rekonstrukcji sceny elżbietańskiej i nawiązanie w stylu gry do tradycji z czasów Szekspira. Dążył do zmiany warunków, m.in. przywrócił proscenium w celu zbliżenia aktorów do publiczności, zniósł też dekoracje i zmienił kształt sceny. W taki sposób wystawił 17 sztuk Szekspira. W 1913 wydał książkę Shakespeare in the Theatre.